# Sterigma

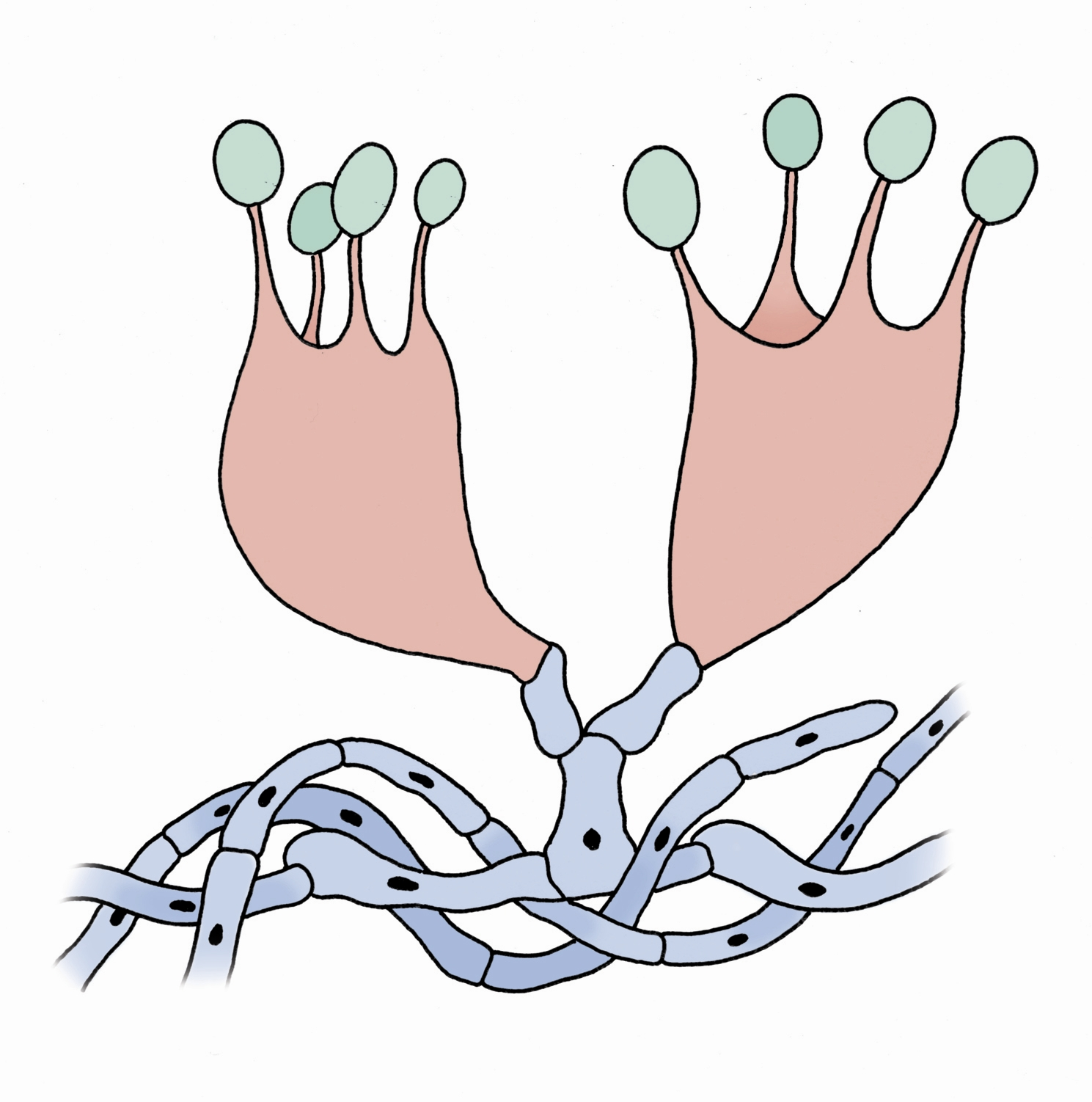
Sulla sommità del basidio (in rosa) sono presenti le quattro basidiospore (in verde) sorretti dai sottili sterigmi

Nei basidiomiceti lo sterigma è una sottile estroflessione del basidio che svolge la funzione di sostenere le basidiospore in sommità.
Lo sterigma si forma quando il basidio si sviluppa e subisce la meiosi, producendo tipicamente quattro nuclei cellulari che poi migrano gradualmente sull'estremità superiore del basidio stesso originando le caratteristiche quattro basidiospore sorrette ciascuna dal corrispettivo sterigma.